# إيرين فوست
إيرين فوست (مواليد 1 أبريل 1986) هي لاعبة تزلج سريع هولندية فازت طوال مشوارها ب 6 ميداليات ذهبية، 5 فضية وواحدة برونزية في الأولمبياد الشتوية.

## وصلات خارجية
- إيرين فوست على موقع أرشيف الدراجات (الإنجليزية)
- إيرين فوست على موقع CycleBase (الإنجليزية)
- إيرين فوست على موقع SpeedSkatingBase.eu (الإنجليزية)
- إيرين فوست على موقع SpeedSkatingNews.info (الإنجليزية)
- إيرين فوست على موقع SpeedSkatingStats.com (الإنجليزية)
- إيرين فوست على موقع اللجنة الأولمبية الدولية (الإنجليزية)
- إيرين فوست على موقع أوليمبيديا (الإنجليزية)
- إيرين فوست على موقع تيم أن.أل (الهولندية)
- إيرين فوست على موقع اللجنة الأولمبية الهولندية (الهولندية)